# Mujo und Haso
Mujo und Haso (serbokroatisch Mujo i Haso; slowenisch Mujo in Haso; mazedonisch Мујо и Хасо; Kurzform für Mohammed und Hassan), seltener Mujo und Suljo, sind die bekanntesten Comedyfiguren aus dem serbokroatischen Sprachraum. Sie werden primär als stereotype, aber nuancenreiche jugoslawische Muslime identifiziert. Die beiden Charaktere werden bisweilen durch Mujos Ehefrau Fata (Kurzform von Fatima) ergänzt; sie zeichnen sich durch intellektuelle Unterlegenheit, meist in der Form von Naivität, gegenüber den anderen Nationen Jugoslawiens aus, sind jedoch zumeist die Glücklicheren. Ihr vojvodinisches Pendant sind die behäbigen Lala und Sosa.